# Chappuis (Adelsgeschlecht)

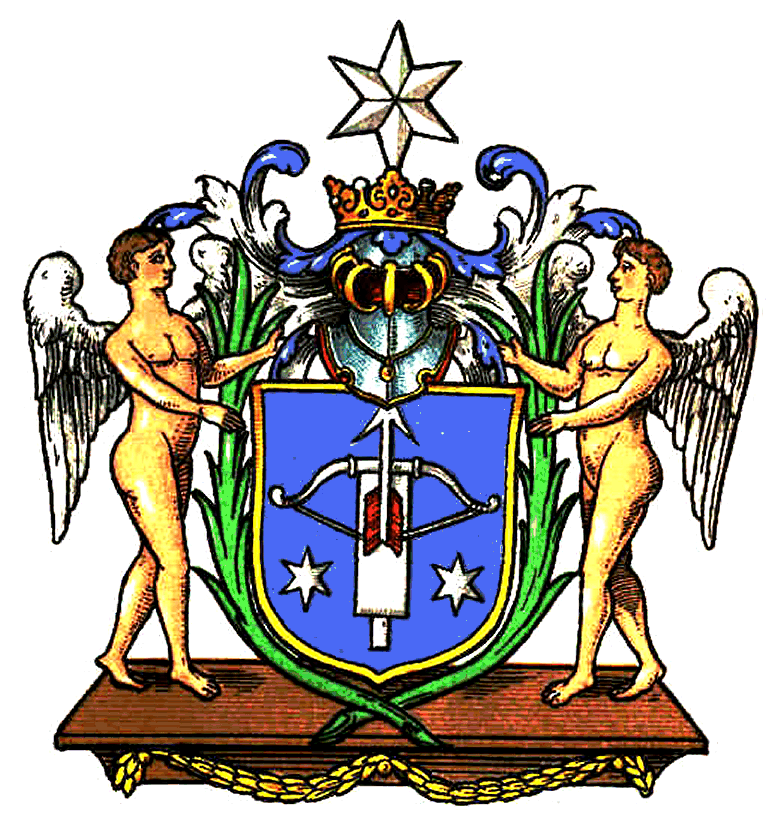
Wappen derer von Chappuis

Das Geschlecht derer von Chappuis stammt aus der französischsprachigen Schweiz und war bürgerlicher Herkunft.

## Geschichte
Das Geschlecht erscheint erstmals 1401 in Rivaz am Genfersee, wo es unter dem Namen de la Combaz bzw. Combaz, genannt Chappuis, seit 1493 auftritt. Die deutsche Linie beginnt mit dem 1782 nach Preußen gekommenen Francois Louis Chappuis (de la Combaz), der in preußische Militärdienste tritt und am 8. Januar 1794 im Range eines Majors stehend unter gleichzeitiger Wappenverbesserung in den preußischen erblichen Adelsstand erhoben wird.

## Wappen
Das Wappen von 1797 zeigt innerhalb eines goldenen Schildrandes in Blau eine aufgerichtete mit rot befiedertem silbernem Pfeile belegte silberne Armbrust, unten begleitet von zwei silbernen Sternen. Auf dem Helm mit blau-silbernen Decken ein silberner Stern. Den Schild umgeben zwei grüne Zweige. Schildhaupt: zwei einwärts sehende unbekleidete Engel mit silbernen Flügeln.

## Bekannte Familienmitglieder
- François Louis von Chappuis (1751–1830), Offizier der Preußischen Armee, Ritter des Ordens Pour le Mérite
- Wilhelm von Chappuis (1793–1869), preußischer Generalmajor, Dichter
- Hermann von Chappuis (General) (1838–1910), preußischer Generalleutnant
- Hermann von Chappuis (Verwaltungsjurist) (1855–1925), deutscher Verwaltungsjurist
- Friedrich-Wilhelm von Chappuis (1886–1942), deutscher General der Infanterie